# Federação das Associações de Municípios do Rio Grande do Sul
A Federação das Associações de Municípios do Rio Grande do Sul (Famurs) é a Casa dos Municípios Gaúchos. Composta por 29 Associações Regionais, a entidade representa todas as 497 cidades gaúchas – reunindo prefeitos, vice-prefeitos, secretários, técnicos e órgãos da gestão pública municipal.
O fortalecimento do municipalismo conduz a atuação da Federação. Por isso, seu papel institucional é garantir a representatividade dos agentes locais. Combatendo a centralização de poder e de recursos na União e no Estado, a Famurs defende a revisão do pacto federativo, as reformas política e tributária e uma série de bandeiras de interesse das comunidades locais – e, portanto, da população.
A discussão dos assuntos que dizem respeito aos municípios ocorre nas Assembleias Gerais, momento em que todas as associações se reúnem, apresentam demandas e alinham decisões. Em casos onde a pauta apresenta temas polêmicos ou de grande relevância, são convocados para o encontro todos os prefeitos do estado.
O assessoramento e a qualificação dos gestores também fazem parte do trabalho da entidade. Problemas e soluções do cotidiano da administração pública são discutidos na Federação. E essas melhorias são sentidas na vida dos cidadãos – que moram, trabalham e vivem em suas comunidades.Sobre Nós

## Presidentes[1]
| Gestão    | Presidente                        | Município                 |
| --------- | --------------------------------- | ------------------------- |
| 2024/2025 | Marcelo Arruda                    | Barra do Rio Azul         |
| 2023/2024 | Luciano Libório Baptista Orsi     | Campo Bom                 |
| 2022/2023 | Paulo Ricardo Salerno             | Restinga Sêca             |
| 2021/2022 | Eduardo Bonotto                   | São Borja                 |
| 2020/2021 | Emanuel Hassen de Jesus           | Taquari                   |
| 2019/2020 | Eduardo Russomano Freire          | Palmeira das Missões      |
| 2018/2019 | Antonio Cettolin                  | Garibaldi                 |
| 2017/2018 | Salmo Dias de Oliveira            | Rio Dos Índios            |
| 2016/2017 | Luciano Pinto                     | Arroio Do Sal             |
| 2015/2016 | Luiz Carlos Folador               | Candiota                  |
| 2014/2015 | Seger Menegaz                     | Tapejara                  |
| 2013/2014 | Valdir Andres                     | Santo Ângelo              |
| 2012/2013 | Ary Vanazzi                       | São Leopoldo              |
| 2011/2012 | Mariovane Gottfried Weis          | São Borja                 |
| 2010/2011 | Vilmar Perin Zanchin              | Marau                     |
| 2009/2010 | Marcus Vinícius Vieira de Almeida | Sentinela do Sul          |
| 2008/2009 | Elir Domingo Girardi              | Igrejinha                 |
| 2007/2008 | Flavio Luiz Lammel                | Victor Graeff             |
| 2006/2007 | Glademir Aroldi                   | Saldanha Marinho          |
| 2005/2006 | Mauri Heinrich                    | Ibirubá                   |
| 2004/2005 | Heitor Álvaro Petry               | Vera Cruz                 |
| 2003/2004 | Gilmar Sossella                   | Tapejara                  |
| 2002/2003 | Paulo Ziulkoski                   | Mariana Pimentel          |
| 2001/2002 | Pipa Germano                      | Cachoeira do Sul          |
| 2000/2001 | Paulo Roberto Bier                | Santo Antônio da Patrulha |
| 1999/2000 | Alceu Moreira da Silva            | Osório                    |
| 1997/1999 | Clóvis Assmann                    | Feliz                     |
| 1996/1997 | Paulo Ziulkoski                   | Mariana Pimentel          |
| 1995/1996 | Osmar Terra                       | Santa Rosa                |
| 1993/1995 | Gil Soares Almeida                | Cacequi                   |
| 1992/1993 | Eliseu Padilha                    | Tramandaí                 |
| 1991/1992 | Urbano Knorst                     | São Jerônimo              |
| 1989/1991 | Humberto José Chittó              | Muçum                     |
| 1988/1989 | Lademiro Dors                     | Sobradinho                |
| 1987/1988 | Victório Trez                     | Caxias Do Sul             |
| 1985/1987 | Onildo Rafaelli Souza             | Santo Antônio Da Patrulha |
| 1983/1985 | Carlos Willy Grün                 | Crissiumal                |
| 1982/1983 | Neri Zeilmann                     | Ibirubá                   |
| 1980/1982 | José Rubens Pillar                | Alegrete                  |
| 1978/1980 | Carlos Wilson Schroeder           | Santo Ângelo              |
| 1977/1978 | Antônio Carlos Borges             | Santa Rosa                |
| 1976/1977 | Nagib Stella Elias                | Nova Prata                |

## Associações
- Associação dos Municípios da Centro Serra - AMCSERRA
- Associação dos Municípios da Costa Doce - ACOSTADOCE
- Associação dos Municípios da Encosta Superior do Nordeste - AMESNE
- Associação dos Municípios da Fronteira Oeste - AMFRO
- Associação dos Municípios da Fronteira Noroeste - AMUFRON
- Associação dos Municípios da Região Carbonífera - ASMURC
- Associação dos Municípios da Região Celeiro do Rio Grande - AMUCELEIRO
- Associação dos Municípios da Região Metropolitana de Porto Alegre - GRANPAL
- Associação dos Municípios da Região Sudoeste do Estado - ASSUDOESTE
- Associação dos Municípios da Zona da Produção - AMZOP
- Associação dos Municípios da Zona Sul - AZONASUL
- Associação dos Municípios das Missões - AMM
- Associação dos Municípios de Turismo da Serra - AMSERRA
- Associação dos Municípios do Alto da Serra do Botucaraí - AMASBI
- Associação dos Municípios do Alto Jacuí - AMAJA
- Associação dos Municípios do Alto Uruguai - AMAU
- Associação dos Municípios do Centro do Estado - AMCENTRO
- Associação dos Municípios do Litoral Norte - AMLINORTE
- Associação dos Municípios do Nordeste Riograndense - AMUNOR
- Associação dos Municípios do Planalto - AMPLA
- Associação dos Municípios do Planalto Médio - AMUPLAM
- Associação dos Municípios do Vale do Paranhana - AMPARA
- Associação dos Municípios do Vale do Rio Caí - AMVARC
- Associação dos Municípios do Vale do Rio dos Sinos - AMAG
- Associação dos Municípios do Vale do Rio Pardo - AMVARP
- Associação dos Municípios do Vale do Taquari - AMVAT
- Associação dos Municípios dos Campos de Cima da Serra - AMUCSER
- Associação dos Municípios do Alto Taquari - AMAT
- Associação dos Municípios do Norte Gaúcho - AMNG